# Necker Island (Brytyjskie Wyspy Dziewicze)
Necker Island – niewielka wyspa położona w archipelagu Wysp Dziewiczych, należąca do terytorium Brytyjskich Wysp Dziewiczych. Wyspa jest w całości własnością Richarda Bransona, twórcy marki Virgin. Obecnie wyspa działa jako luksusowy kurort. Jest też oficjalnym miejscem zamieszkania Bransona.

## Własność Richarda Bransona
W 1978 roku Richard Branson postanowił spędzić wakacje na Brytyjskich Wyspach Dziewiczych. Czas ten chciał również wykorzystać na poszukiwanie wyspy, która byłaby na sprzedaż. Początkowo myślał o stworzeniu miejsca, w którym mógłby gościć artystów ze swojej wytwórni płytowej. Ze wszystkich wysp, które odwiedził, największe wrażenie zrobiła na nim ostatnia z nich – Necker Island. Wyspa wyróżniała się dziką przyrodą oraz pięknym widokiem, który można było podziwiać ze szczytu wzgórza. Branson zaproponował ówczesnemu właścicielowi wyspy, Lordowi Cobhamowi, 100 000 funtów za wyspę wartą 5 milionów. Oferta została odrzucona, a on sam został usunięty z wyspy. Cobham, który poszukiwał kapitału, zgodził się jednak wkrótce na kwotę 180 000 funtów.
Gdy Branson kupił 30-hektakrową wyspę, była ona niezamieszkana. Kupił ja w wieku 28 lat, zaledwie sześć lat po założeniu Virgin Group. Potrzebował 3 lat i około 10 milionów dolarów, żeby zmienić wyspę w prywatny kurort. Obecnie wyspa może gościć jednorazowo 28 osób. Do ich dyspozycji pozostają dwie plaże, baseny, kort tenisowy, sprzęt sportowy, prywatny kucharz oraz zespół 60 pracowników obsługi. Wynajęcie wyspy na jeden dzień to koszt ok. 54 000 $. Na wyspie można m.in. organizować śluby. Z tej możliwości skorzystał w 2007 roku Larry Page, współzałożyciel Google, który poślubił Lucy Southworth. Page musiał wynająć również większość wysypy Virgin Gorda, gdyż Necker Island była za mała by pomieścić wszystkich 600 gości na przyjęciu weselnym. Z kolei w 2011 roku na wyspie odbył się ślub Holly Branson, córki Richarda, z Freddiem Andrewes. Ceremonia miała miejsce dokładnie w tym samym miejscu gdzie wiele lat wcześniej Richard Branson poślubił swoją żonę.
22 sierpnia 2011 roku, podczas tropikalnego sztormu Irene, na wyspie miał miejsce pożar wywołany prawdopodobnie uderzeniem pioruna. W jego wyniku spłonął jeden z domów, w którym znajdowało się wtedy 20 osób. Sam Branson był w tym czasie w sąsiadującej rezydencji. Wszystkim gościom udało się opuścić dom bez żadnych obrażeń, sam budynek został kompletnie zniszczony. Wśród 20 gości znajdowała się aktorka Kate Winslet, a także 90 letnia matka Bransona i jego 29 letnia córka.

## Prywatność
Pomimo tego, że wyspa jest własnością prywatną, zgodnie z brytyjskim prawem, wszystkie plaże aż do linii wody są publiczne. W praktyce jednak, pracownicy ochrony, którzy towarzyszą gościom na wyspie, utrudniają osobom z zewnątrz korzystanie z plaż, w szczególności gdy na wyspie przybywają ważni goście. Gdy na Necker Island gościła Księżna Diana, ochrona ustaliła 150 metrową strefę dookoła wyspy, do której nie miały dostępu osoby z zewnątrz.